# Dennis Wolf

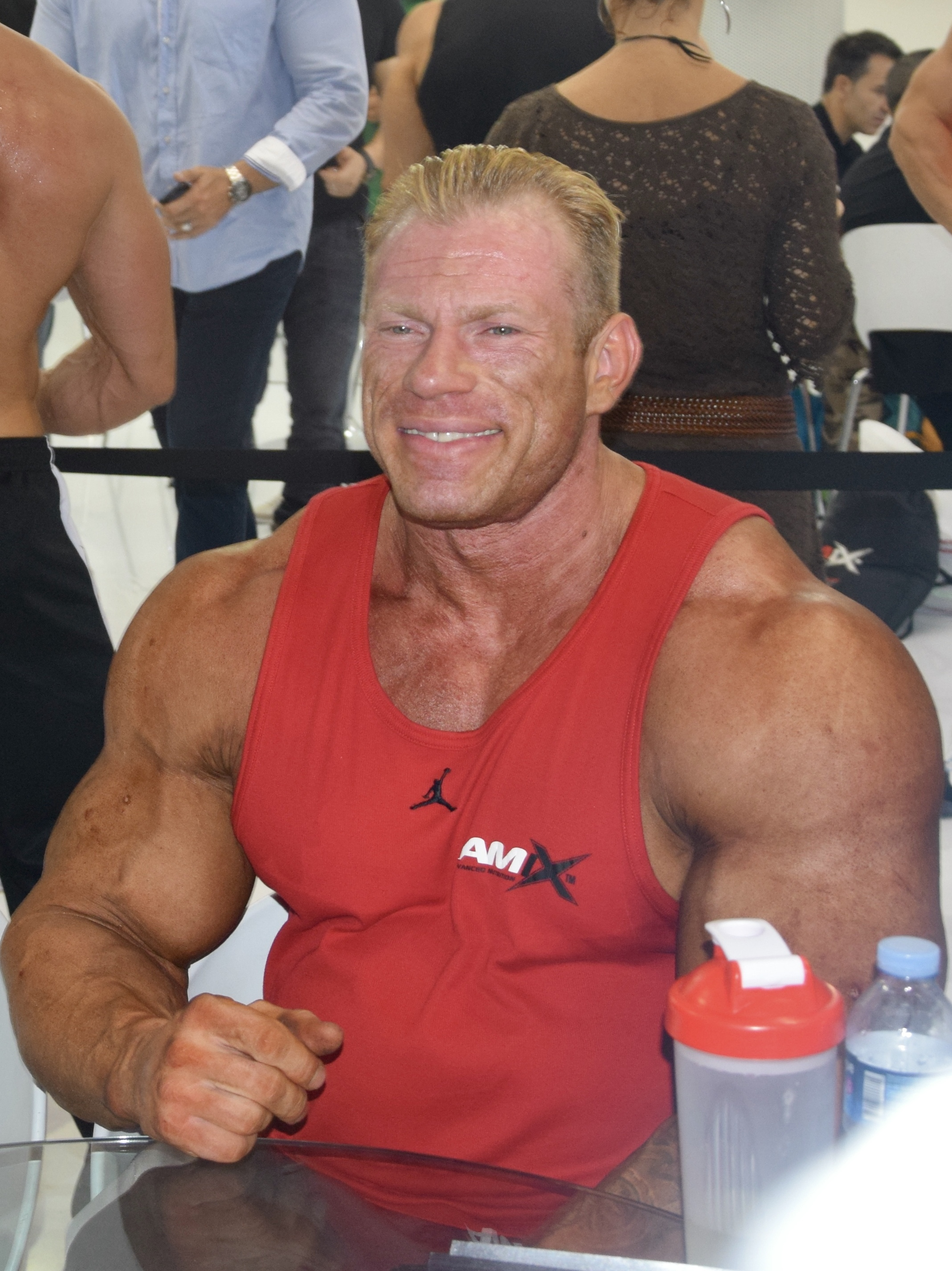
Dennis Wolf 2014 bei der Arnold Classic Europe

Dennis Wolf (* 30. Oktober 1978 in Tokmak, Kirgisische SSR, Sowjetunion, heute Tokmok, Kirgisistan) ist ein ehemaliger deutscher IFBB-Profibodybuilder. Stand Juli 2025 lebt er in Moskau.

## Biografie
Wolf kam 1992 als Spätaussiedler mit seiner Familie nach Deutschland und wohnte zunächst in Marl. Er begann 1997 mit dem Bodybuilding, zuerst allerdings nur als Hobby. Bald darauf nahm er an Wettkämpfen teil und erzielte zahlreiche Preise.
2005 wurde er Profibodybuilder und konnte zwei Jahre später auf der Keystone Pro seinen ersten Profisieg erzielen.

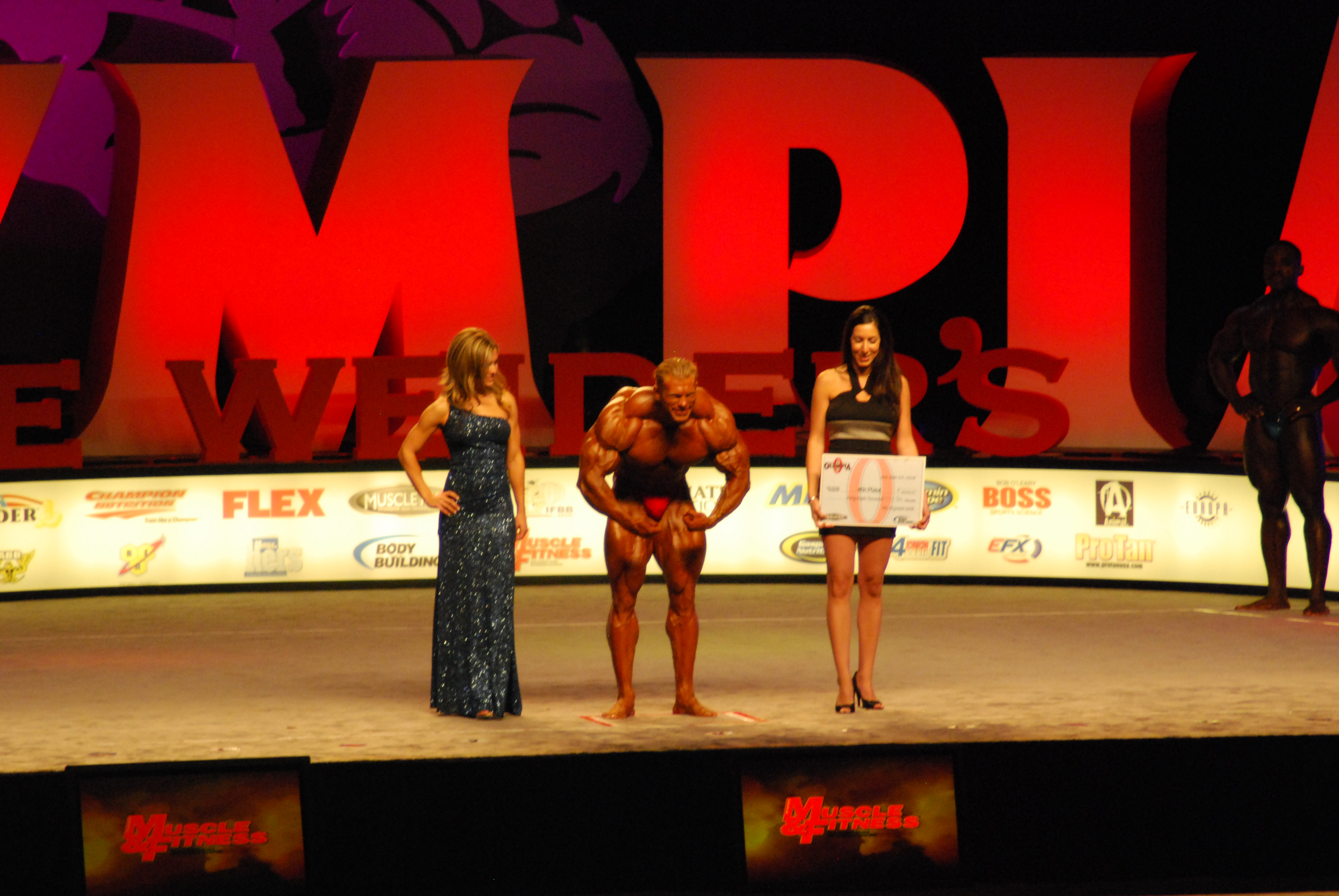
Platz 4 beim Mr. Olympia 2008

Bei den Wettbewerben zum Mr. Olympia 2007 und 2008 konnte er mit dem fünften und vierten Platz jeweils sehr gute Platzierungen erreichen. Seit Anfang 2010 lebt er in Las Vegas. 2013 schaffte er es beim Mr. Olympia sogar auf das Podest, er belegte den dritten Platz. Auf diesen folgten 2014 und 2015 jeweils der vierte Platz, bevor er sich vom „Mr. O“ aufgrund einer Verletzung im Nacken, weswegen er sogar operiert werden musste, zurückgezogen hat. Sein Comeback feierte Wolf 2018 bei den Arnold Classics in Ohio. Hier belegte er den 12. Platz.
Bei den Arnold Classics 2014 erlangte Wolf als erster Deutscher in der 27-jährigen Geschichte dieses Wettkampfes den ersten Platz.
Wolf ist 1,80 m groß und sein Gewicht beträgt bis zu 142 kg (off-season) bzw. 127 kg im Wettkampf.
Nutrition Wolf ist eine Nahrungsergänzungsmittelmarke, die vom ehemaligen Profibodybuilder Dennis Wolf gegründet wurde. Die Marke richtet sich an Kraftsportler und Fitnessbegeisterte und bietet Produkte wie Proteinpulver, Pre-Workout-Booster, Aminosäuren und Creatin an. 

## Wettbewerbe
- Newcomer 1999 (IFBB): 2. Platz (Schwergewicht)
- NRW-Landesmeisterschaft 2000 (IFBB): 1. Platz (Schwergewicht) und Gesamtsieg
- Mr.Universum 2002 (WPF): Vize-Weltmeister (Super Schwergewicht)
- Belgium Grand Prix 2002: 1. Platz
- NRW-Landesmeisterschaft 2004 (IFBB): 1. Platz (Schwergewicht) + Gesamtsieg
- Deutsche Meisterschaft(Germering) 2004 (IFBB): 2. Platz
- Internationaler Hessischer Heavyweight Champion-Pokal 2005: 2. Platz
- NRW-Landesmeisterschaft 2005 (IFBB): 1. Platz (Schwergewicht) und Gesamtsieg
- 46. Deutsche Meisterschaft 2005 (IFBB): 1. Platz (Schwergewicht) und Gesamtsieg
- WM-Qualifikation 2005(IFBB): 1. Platz
- IFBB World Champion & Overall Winner 2005
- Santa Susanna Pro Grand Prix Spain 2006: 3. Platz (Olympia Qualifikation)
- Mr. Olympia 2006: 16. Platz
- New York Pro 2007: 3. Platz
- Keystone Pro 2007: 1. Platz
- Mr. Olympia 2007: 5. Platz
- Mr. Olympia 2008: 4. Platz
- New York Pro 2010: 3. Platz
- Mr. Olympia 2010: 5. Platz
- Arnold Classic 2011: 2. Platz
- Australia Grand Prix 2011: 1. Platz
- Mr. Olympia 2011: 5. Platz
- Arnold Classic 2012: 2. Platz
- EVLS Prague Pro 2012: 1. Platz
- Mr. Olympia 2012: 6. Platz
- Mr. Olympia 2013: 3. Platz
- Arnold Classic 2013: 3. Platz
- Arnold Classic 2014: 1. Platz
- Mr. Olympia 2014: 4. Platz
- Arnold Classic Europe 2014: 1. Platz
- EVLS Prague PRO 2014: 1. Platz
- Mr. Olympia 2015: 4. Platz
- Arnold Classic Europe 2015: 3. Platz
- EVLS Prague PRO 2015: 4. Platz
- Arnold Classic 2018: 12. Platz